# Suka Datang
Suka Datang is een bestuurslaag in het regentschap Rejang Lebong van de provincie Bengkulu, Indonesië. Suka Datang telt 727 inwoners (volkstelling 2010).